# Saurbek Igorewitsch Plijew
Saurbek Igorewitsch Plijew (russisch Заурбек Игоревич Плиев; * 27. September 1991 in Wladikawkas) ist ein russischer Fußballspieler.

## Karriere

### Verein
Plijew begann seine Karriere beim FK Dynamo Moskau. Zur Saison 2009 wechselte er zu Spartak Naltschik. In seiner ersten Spielzeit in Naltschik kam er lediglich einmal im Cup zum Einsatz. Im Juli 2010 debütierte er schließlich in der Premjer-Liga, als er am 13. Spieltag der Saison 2010 gegen Saturn Ramenskoje in der Startelf stand. Bis Saisonende kam er zu vier Einsätzen in der höchsten russischen Spielklasse.
Zur Saison 2011 wechselte Plijew nach Kasachstan zu Lokomotive Astana. In Astana kam er zu 21 Einsätzen in der Premjer-Liga. Im August 2011 kehrte der Verteidiger wieder nach Russland zurück, wo er sich dem Zweitligisten Alanija Wladikawkas anschloss. Für Alanija machte er bis zum Ende der Saison 2011/12 25 Spiele in der Perwenstwo FNL und stieg mit dem Verein zu Saisonende in die Premjer-Liga auf. In der Saison 2012/13 absolvierte er 20 Erstligaspiele für Wladikawkas, Alanija stieg allerdings nach nur einer Spielzeit als Tabellenletzter wieder in die zweite Liga auf.
In der Winterpause der Saison 2013/14 war der Verein insolvent und löste sich auf, woraufhin Plijew ein zweites Mal nach Kasachstan wechselte, diesmal zum FK Qairat Almaty. In zwei Spielzeiten in Almaty kam er zu 46 Einsätzen in der höchsten kasachischen Spielklasse. Im Januar 2016 kehrte er erneut nach Russland zurück und wechselte zu Terek Grosny, das sich 2017 in Achmat Grosny umbenannte. In Grosny kam der Außenverteidiger bis zum Ende der Saison 2015/16 neun Mal zum Einsatz. In der Saison 2016/17 verlor er seinen Stammplatz in der Abwehr Tereks und so hatte er zu Saisonende zehn Saisoneinsätze zu Buche stehen. In der Saison 2017/18 kam er erneut nur sporadisch zum Einsatz und absolvierte zwölf Saisonspiele. Ab November 2018 war er wieder Stammspieler in Grosny, nun wurde er zumeist als Innenverteidiger in der Dreierkette Achmats eingesetzt. In der Saison 2018/19 kam er zu 19 Einsätzen.
Zur Saison 2019/20 wechselte er zum Ligakonkurrenten Dynamo Moskau, bei dem er einst seine Karriere begonnen hatte. In der Spielzeit 2019/20 absolvierte Plijew 14 Saisonspiele. In der Spielzeit 2020/21 absolvierte er sieben Spiele, in der Saison 2021/22 kam er nur noch zweimal zum Zug. Nach der Saison 2021/22 verließ er Dynamo nach drei Jahren.

### Nationalmannschaft
Plijew kam zwischen September 2009 und Mai 2010 zu acht Einsätzen für die russische U-19-Auswahl. Im September 2012 kam er zu einem Einsatz im U-21-Team.

## Persönliches
Sein Bruder Konstantin (* 1996) ist ebenfalls Fußballspieler.